# Nathalie Jourdan
Nathalie Rose Jourdan Gomes de Oliveira, conhecida pelo nome Nathalie Jourdan (Rio de Janeiro, 4 de Dezembro de 1991) é uma atriz brasileira.

## Biografia
Em 2010, a atriz foi descoberta por acaso quando uma produtora da Rede Globo, amiga de sua mãe, assistiu a um de seus videos do "Diário Night Shot", seu programa de internet, onde a jovem falava da vida e do cotidiano. Logo após isso, Nathalie foi convidada para fazer testes para a então nova temporada de Malhação (18ª temporada) onde deu início a sua carreira.
Em 2011, ainda no elenco de Malhação, entrou para o Teatro O Tablado onde cursou teatro durante o período de um ano. No mesmo ano, Nathalie foi indicada ao Prêmio Contigo! de TV como Revelação da TV com a personagem Duda em Malhação.
Nathalie cursou Relações Internacionais na PUC, localizada no bairro da Gávea, no Rio de Janeiro. Foi sócia da Empresa Júnior da PUC-Rio, tomou tenência e, por ser uma menina muito inteligente foi trabalhar na área de design da Zee.Dog.

## Carreira

### Televisão
| Ano       | Título                   | Papel                     | Notas |
| --------- | ------------------------ | ------------------------- | ----- |
| 2010-2011 | Malhação (18ª temporada) | Duda (Maria Eduarda Leal) |       |

### Teatro
| Ano  | Título                  | Papel |
| ---- | ----------------------- | ----- |
| 2011 | 3x4 Comédia Improvisada |       |

## Prêmios
| Ano  | Prêmio                | Categoria       | Trabalho indicado    | Resultado |
| ---- | --------------------- | --------------- | -------------------- | --------- |
| 2011 | Prêmio Contigo! de TV | Revelação da TV | por Duda em Malhação | Indicado  |